# Wolfgang Nairz
Wolfgang Nairz (* 27. November 1944 in Kitzbühel) ist ein österreichischer Bergsteiger und Unternehmer. Neben seiner Tätigkeit als Bergführer leitete er viele Expeditionen im Himalaya und war einer der drei ersten Österreicher auf dem Mount Everest. Seit 1997 ist er selbständiger PR-Berater. 1999 organisierte er die Heißluftballon-Weltmeisterschaft in Bad Waltersdorf. Verheiratet ist er mit seiner Frau Etti.

## Alpinismus
Nach seiner Ausbildung zum staatlich geprüften Berg- und Skiführer 1967 war Nairz nahezu zehn Jahre in der Gletschervermessung tätig und wurde anschließend Ausbilder in der Bergführerausbildung.
1972 leitete er seine erste Himalaya-Expedition zur Südwand des Manaslu (8163 m). Dabei wurde die Wand von Reinhold Messner erstmals durchstiegen. Im Jahr 1974 betreute er die Expedition zur Südwand des Makalu (8485 m), aber die Expedition scheiterte. 1974 und 1976 stellten seine Expeditionen am Noshak (7485 m) Höhenrekorde im Drachenflug auf. Wolfgang Nairz war 1978 der Leiter der ersten Österreichischen Expedition zum Mount Everest (8848 m). Ihm gelang dabei mit Robert Schauer und Horst Bergmann die erste österreichische Besteigung des höchsten Berges der Welt. Ebenfalls im Rahmen dieser Expedition wurde der Mount Everest durch Reinhold Messner und Peter Habeler erstmals ohne zusätzlichen Sauerstoff bestiegen. Zudem gelang Franz Oppurg die erste Solo-Besteigung. An der Ama Dablam (6856 m) war Nairz zwei Mal als Expeditionsleiter tätig, 1979 und 1985. Eine Winterexpedition zum Cho Oyu (8188 m) scheiterte 1982 genauso wie eine zum Dhaulagiri (8167 m). Erfolgreich dagegen waren Messner und Hans Kammerlander 1986 am Makalu. Insgesamt reiste Nairz mehr als 70 Mal nach Nepal und Tibet.

## Auszeichnungen
- Berufstitel Professor (2005)[2]

## Publikationen
- mit Karin Kappacher: Drachenfliegen. Ein Traum wird wahr (mit Illustrationen von Johann Kappacher). Goldmann, München 1982, ISBN 978-3-442-10649-3.
- mit Werner Kopacka (Hrsg.): Gipfelsieg am Everest. Expedition der Weltrekorde des Alpenvereins 1978. Molden, München 1982, ISBN 978-3-217-00991-2.
- mit Reinhold Messner und O. Bölz: Makalu-Südwand. BLV, München 1982, ISBN 978-3-405-11470-1.
- Nepal – durchwandern und erleben. Reise- und Wanderführer durch Nepal mit Erlebnisberichten. Steiger, Innsbruck 1984, ISBN 978-3-85423-028-1.
- Tiroler Bergtouren – Bildwanderbuch mit Begleitheft. Tyrolia, Innsbruck / Wien 1984, ISBN 978-3-7022-1514-9.
- mit Werner Auer: Nepal – Reise und Trekking. Steiger, Innsbruck 1993, ISBN 978-3-85423-112-7.
- mit Cornelia Dittmar: Ballonfahrten. Steiger, Innsbruck 1997, ISBN 978-3-89652-073-9.
- mit Karl Gabl: Innsbruck alpin. Vergangenheit, Gegenwart, Zukunft. Tyrolia, Innsbruck 2001, ISBN 978-3-7022-1912-3.
- Die wilden siebziger Jahre im Himalaya. Egoth, Wien 2008, ISBN 978-3-902480-49-1.
- mit Reinhold Messner: Sturm am Manaslu. Drama auf dem Dach der Welt. Frederking & Thaler, München 2008, ISBN 978-3-89405-858-6.